# Boubacar Kambel Seck
Pour les articles homonymes, voir Seck.
Boubacar Kambel Seck est un footballeur sénégalais né le 2 février 1966 à Kaolack. Il est attaquant.

## Carrière
- . . . . -1986 : ASC Diaraf
- 1986-1990 : RC Strasbourg
- 1990-1991 : US Orléans
- 1991-1992 : Stade raphaëlois
- 1992-2001 :  FC Avirons

## Source
- Marc Barreaud, Dictionnaire des footballeurs étrangers du championnat professionnel français (1932-1997), l'Harmattan, 1997.